# シャトレーゼ
株式会社シャトレーゼは、山梨県甲府市に本社を置く食品メーカー。キャッチコピーは「自然のおいしさと。人の想うおいしさと。」。

## 解説
シャトレーゼ (Châteraisé) の社名は、フランス語で城を意味するシャトー (Château) と、ブドウを意味するレザン (Raisins) を合わせた造語で、「ぶどうの城」を意味する。現在の会社は2010年（平成22年）4月に（旧）シャトレーゼから食品事業を分社したものである。（旧）シャトレーゼは持株会社化し、シャトレーゼホールディングスとしてシャトレーゼの全株式を保有している。
旧シャトレーゼ時代の1980年代から、卸売を介さず各地の自社工場からフランチャイズ店舗へ配送している。山梨県内の工場から自社トラックで配送するが、北海道および九州地方などの遠隔地は、それぞれに工場を設置している。日本国外店舗は、製造拠点のある地域は店舗へ配送するが、製造拠点がない地域は日本の工場で製造した商品を冷凍して航空扱いで送っている。日本国内店舗は、自前のECサイトおよび直営店以外で販売しておらず、ショッピングセンターからの出店依頼も断っていた。
現在は他社と協業し、セブン-イレブンやファミリーマート、ローソンなどのコンビニエンスストア向けに自社商品を卸売りしたり、イトーヨーカドーやイオンモールなどのショッピングセンター内で出店したりしている。

## 沿革
分社前の沿革はシャトレーゼホールディングス#歴史を参照。
- 2010年（平成22年）4月 - シャトレーゼから分社化し、設立。
- 2012年（平成24年）10月 - オランダに日本国外第1号店を出店[3]。
- 2015年（平成27年）4月 - シンガポールにアジア第1号店を出店[4]。

## 製品
主に以下の製品を製造・販売している。

### 洋菓子
- ケーキ
- パン
- アイスクリーム
- シュークリーム

など

### 和菓子
- どら焼き
- 米菓

など

### 飲料
- 飲料水
- ワイン - 一部店舗では販売していない。

など

### その他
原料に牛乳・鶏卵・小麦粉を使用していない食物アレルギー対応のケーキや、糖尿病などに対応するため糖質を低減したケーキやアイスクリームも開発・製造し販売している。

## 工場

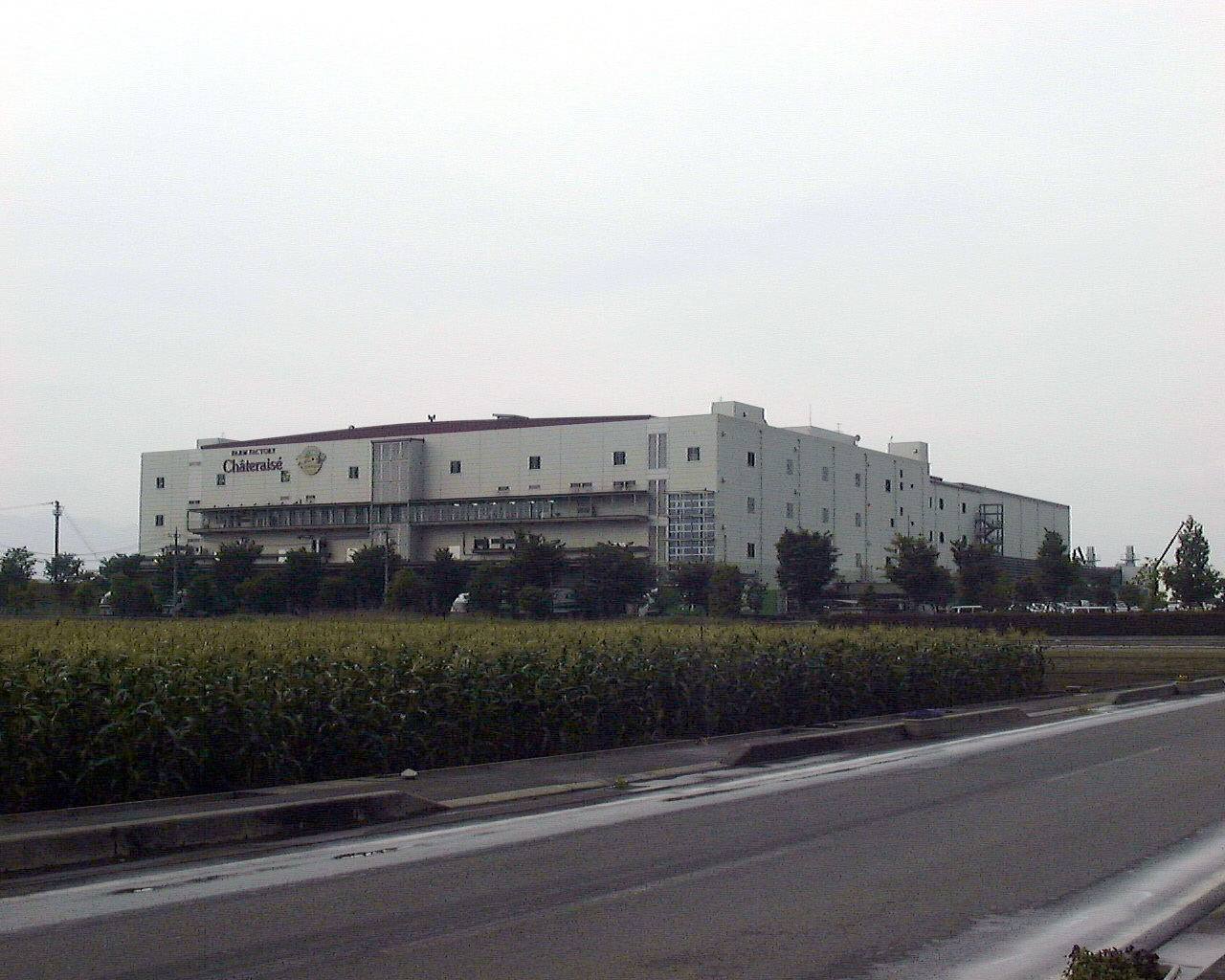
豊富工場

2025年（令和7年）現在、下記の工場が稼動している。
- 本社工場（山梨県甲府市）

1983年（昭和58年）稼動開始。
- 白州工場（山梨県北杜市）

1994年（平成6年）稼動開始。かつては一般の見学を受け入れていたが、新型コロナウイルス感染症の影響で2020年から休止となり、再開しないまま2022年に終了。
- 豊富工場（山梨県中央市）

1997年（平成9年）稼動開始。
- 栗山工場（北海道夕張郡栗山町）

2002年（平成14年）稼動開始。
- 博多工場（福岡市博多区）

2009年（平成21年）稼動開始。
- 神戸工場（神戸市西区）

2020年（令和2年）稼働開始。
- 一ノ関工場（岩手県一関市）

2022年（令和4年）稼働開始。2022年にシャトレーゼが全株式を取得し子会社化した菜花堂の工場と同一。
- 土浦工場（茨城県土浦市）

2023年（令和5年）稼働開始。2018年に経営破綻した花園万頭（旧社）土浦工場跡地の土地・建物を買収したもの。
- 掛川工場（静岡県掛川市）
- 一戸工場（岩手県二戸郡一戸町）
- 浅口工場（岡山県浅口市）

2023年（令和5年）取得、2024年（令和6年）稼働開始。
- 寒河江工場（山形県寒河江市）

2023年（令和5年）取得、2024年（令和6年）稼働開始。
- 鹿屋工場（鹿児島県鹿屋市）

2023年（令和5年）取得、同年稼働開始。

## 店舗

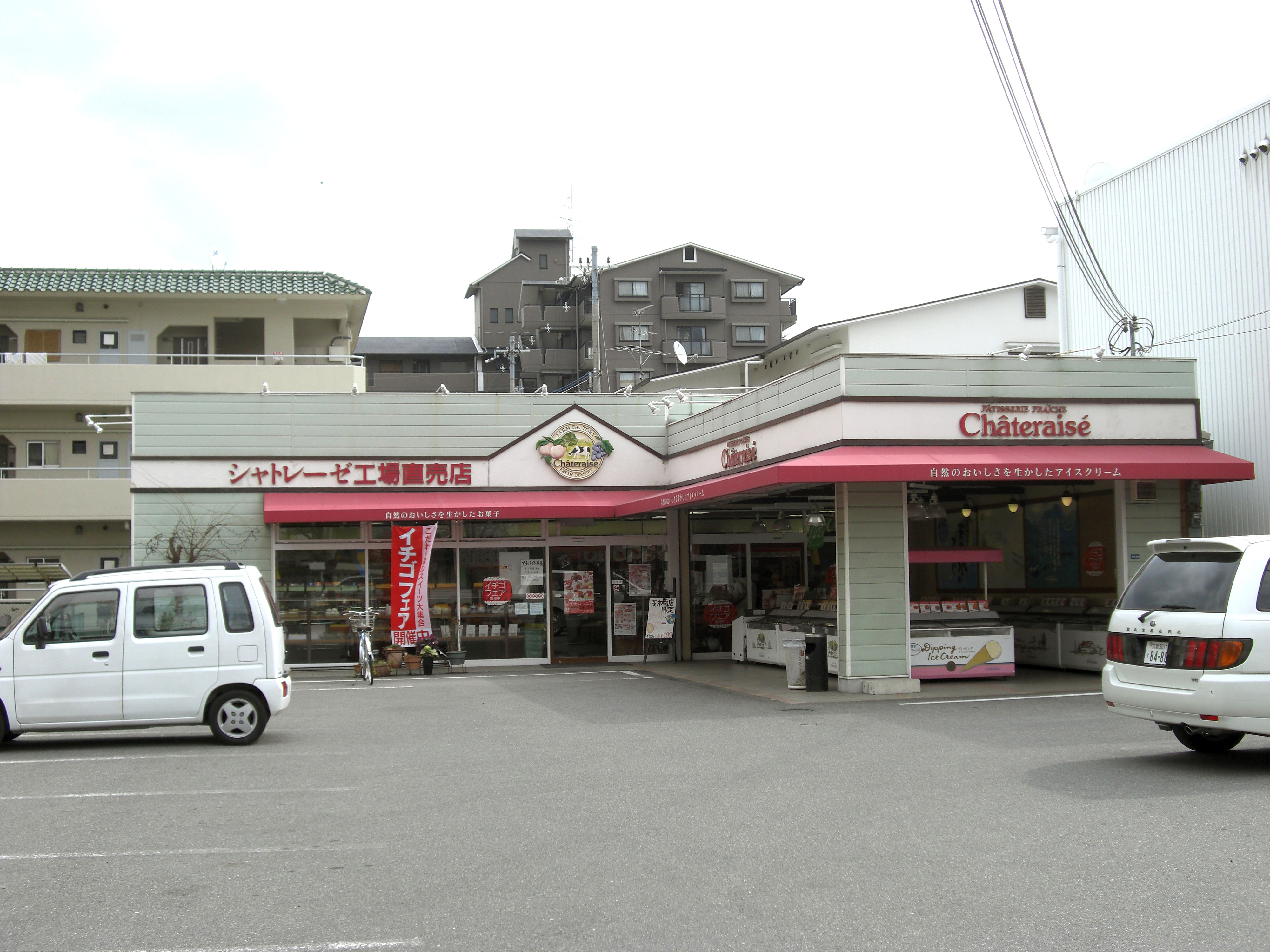
2代目の直営店舗デザイン（茨木南店）

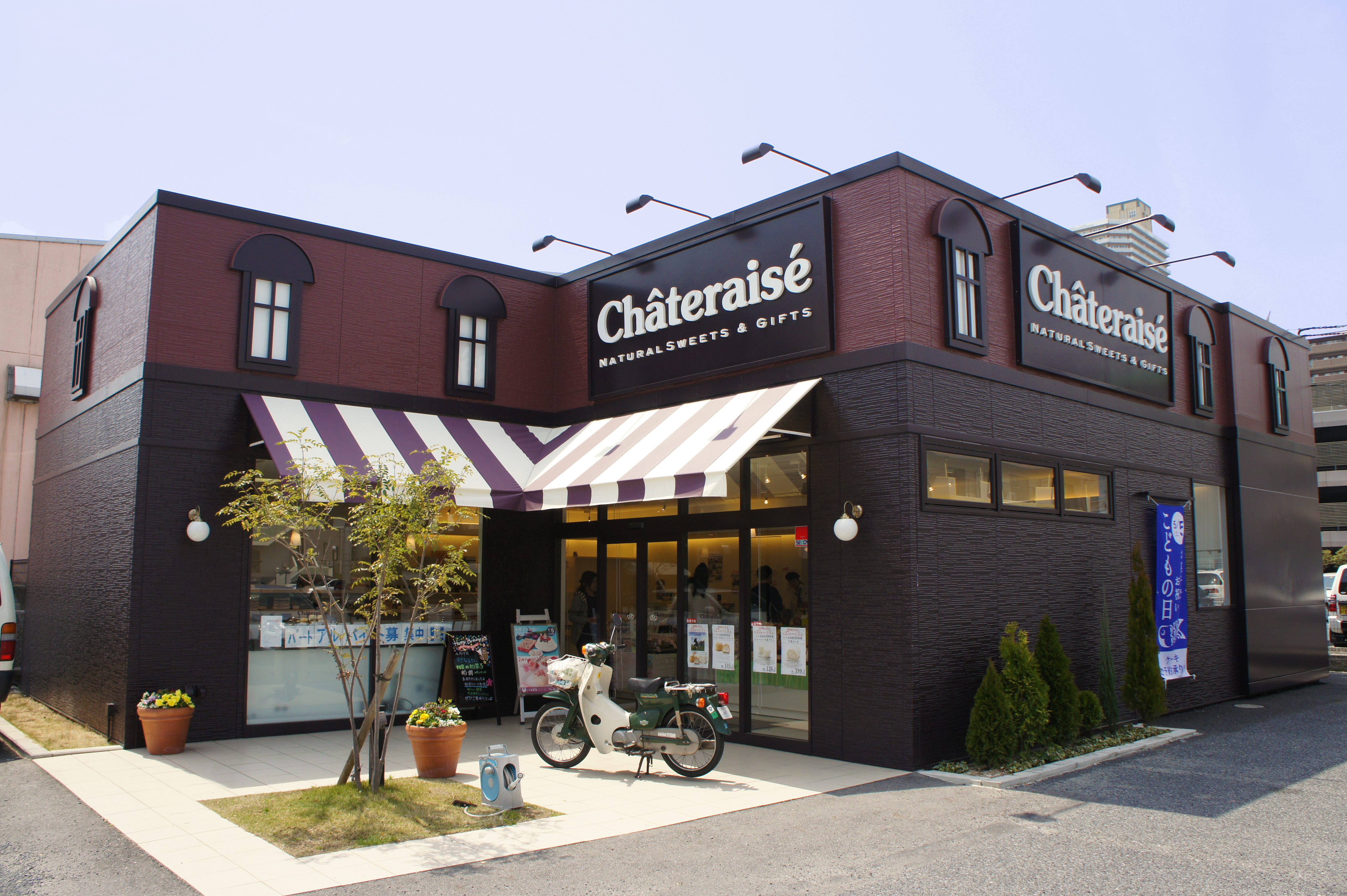
現在（3代目）の直営店舗デザイン（西大津店）

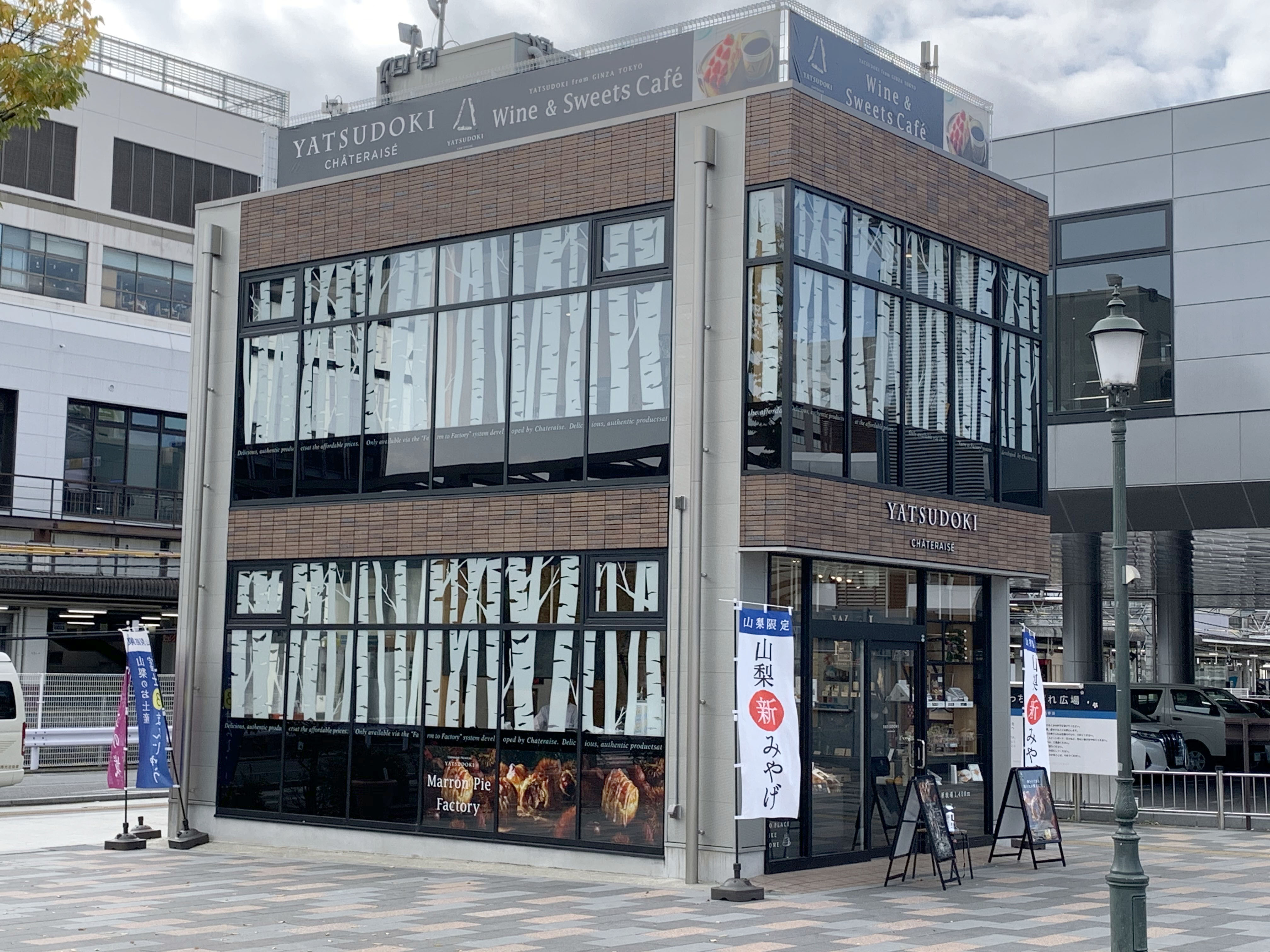
「YATSUDOKI」店舗の例（甲府駅北口店）

店舗ロゴは、初代は青色と黄色を基調に「シャトレーゼ」表記と3人の子供をあしらったデザイン、2代目は「Châteraisé」表記となりショートケーキ風の白色とピンク色を基調としたもの、現在使用されている3代目は表記はそのままにチョコレート色となっている。店舗の造りも2代目まではオープンな造りであったが、現在は一般的なクローズ形態で洋館風のシックなデザインになっている。旧形態の店舗も順次改装を行い、新しいタイプのデザインに置き換わっている。
2022年8月現在、日本国内では沖縄県のみ店舗がなく、過去に出店した実績もない。

### 日本
現行店舗については、シャトレーゼ公式サイト「店舗案内」を参照。

#### YATSUDOKI
2019年9月より開始した都心型の新業態である。店名は「おやつ時」と、八ヶ岳や末広がりを意味する「八」を掛け合わせた。9月14日に東京都中央区銀座に1号店「YATSUDOKI銀座七丁目」を開店。2020年4月24日に都外初の「YATSUDOKI甲府駅北口」を山梨県甲府市に開店した。
2024年8月時点で東京都と山梨県以外に宮城県、埼玉県、神奈川県、長野県、京都府、兵庫県にYATSUDOKIの店舗がある。

### 日本国外

#### シャトレーゼ直営
2023年3月時点では以下の通り。
| 国・地域名   | 進出年月日     | 1号店                                | 店舗のある都市                     | 進出していた都市 |
| ------------ | -------------- | ------------------------------------ | ---------------------------------- | ---------------- |
| シンガポール | 2015年4月1日   | 伊勢丹ジュロンイースト店内           | シンガポール                       |                  |
| 台湾         | 2015年11月1日  | 台北市台北駅付近の北平西路           | 台北市                             | 新北市、台中市   |
| 中国         | 2015年12月1日  | 上海市黄浦区                         | 深圳市、広州市                     | 上海市、成都市   |
| マレーシア   | 2016年3月26日  | 複合商業施設「スリア KLCC」          | クアラルンプール、プタリン・ジャヤ |                  |
| UAE          | 2016年11月20日 | ドバイ「Mirdif 35」                  | ドバイ                             |                  |
| 香港         | 2017年1月13日  | アピタの関連店舗                     | 香港                               |                  |
| タイ         | 2017年7月14日  | 伊勢丹バンコク店                     | バンコク                           |                  |
| インドネシア | 2017年11月24日 | ショッピングモール「スナヤンシティ」 | ジャカルタ                         |                  |
| ベトナム     | 2019年1月1日   | ハノイ市ロンビエン区のイオンモール   | ホーチミン市                       | ハノイ市         |

かつては以下の国・地域に出店を行っていた。
| 国・地域名 | 進出年月日    | 1号店                | 進出都市                 | 備考 |
| ---------- | ------------- | -------------------- | ------------------------ | ---- |
| 韓国       | 2016年9月14日 | ソウル市江南区三成洞 | ソウル市、城南市、高陽市 |      |

#### メートル・ポール運営
オランダにある完全子会社のメートル・ポールが製造および運営する。北ブラバント州ティルブルフに1号店を開業し、かつては同州アイントホーフェンにも出店していた。シャトレーゼ直営ではないことから、シャトレーゼの公式サイトには記載されていない。

## 主な出来事
ここでは分社化前の（旧）シャトレーゼ（現・シャトレーゼホールディングス）の食品事業についても記述する。

### 金属片混入
2004年4月7日によつ葉乳業がドイツ・ノルドミルヒ社から輸入した無塩バターから金属片が発見された。シャトレーゼも当該品を使用しており、レーズンサンドを食した1人が口を切る怪我をしたことから20品目約84万個を回収した。対象製品は25品目190万個まで拡大して2億円の回収費用を費やし、売り上げも一時低迷した。シャトレーゼはよつ葉乳業に6億円の損害を求めて東京地方裁判所へ提訴したが、2008年9月24日に和解が成立し、よつ葉乳業はシャトレーゼに対して億単位の賠償金を支払った。

### 水道水白濁
2007年2月12日から2月13日にかけて、豊富工場で洗浄用水道水の白濁が発見された。シャトレーゼは該当日に製造された28商品11万5千個をすべて破棄するとともに、3月28日に水道の管理者である中央市に損害賠償を要求する文書を提出した。中央市は「白濁を予見するのは不可能」として損害賠償の支払いを拒否した。シャトレーゼは水道水の使用を断念して豊富工場・本社工場に貯水槽を設置し、白州工場から地下水をくみ上げタンクローリーで両工場へ運搬した。

### 不正アクセス
2015年7月27日にシャトレーゼのインターネットサーバ内にあるSQLインジェクションを攻撃する不正アクセスが発生した。28日にその痕跡を発見し調査を開始。28日夜より公式サイトを情報流出によるお詫びに置き換え、通信販売の受付を一時停止した。30日、不正アクセスにより約21万人分の会員情報が流出した可能性があることを発表した。直営店の営業およびサーバーが独立しているシャトレーゼベルフォーレワイナリーの通信販売は通常通り行われていた。10月13日からオンラインショップを再開して全面復旧した。

### 無償提供
2021年1月に発生した大雪のため福井県内の北陸自動車道上でシャトレーゼの配送トラックが立ち往生した際、積載していた菓子類を社長の指示で周囲の車両にいる人々へ無償提供した。山梨県が孤立した2014年の大雪の際も大月市内の中央自動車道上で同様の対応をしていた。

### 賞味期限改ざん
2023年、店舗で冷凍販売しているスイーツ「濃厚ショコラテリーヌ」の一部において、同製品を製造する子会社が賞味期限の書き換えを行っていたことが発覚し、9月7日に公式サイト上で謝罪した。

### 昆虫混入
2024年、購入した菓子の袋にカメムシが混入していたとして、購買者がシャトレーゼのお客様相談室に電話で連絡、シャトレーゼから期限を設けて報告する旨回答を受けたが、期限を過ぎても連絡がなかったため、再度問い合わせし責任者との話し合いを求めたが、拒絶された。シャトレーゼは、製造ラインを止め2週間かけて原因究明にあたったこと、調理の工程でなく包装工程での混入と推測されることから、製造ライン全体で防虫対策を徹底し、洗浄、殺菌や全点検を行ったこと、過去2年間にさかのぼってもカメムシ混入の事実はなく今回は偶発的なものと判断したことを発表するとともに、客への対応において報告の大幅な遅れや不十分なコミュニケーションがあったこと、信頼回復に向け誠意ある対応をとる所存であることを報告した。また、カメムシの混入をウェブサイトで公表し、「みなさまに多大なるご心配をおかけした。改めておわびする」と謝罪した。

### 下請法違反
2025年3月27日、菓子の包装などの製造を委託する下請け業者の商品を不当に受け取らず、無償で管理させていたとして、公正取引委員会はシャトレーゼの下請法（受領拒否の禁止、不当な経済上の利益の提供要請の禁止）違反を認定し、再発防止を求める勧告をした。公正取引委員会によると、下請け業者11社に対し、菓子の包装などを発注したにもかかわらず、期日を過ぎても一部の商品を受け取らなかった。受け取りを拒否した商品の総額は、2024年12月30日時点で計約2383万円に上った。うち約1300万円分は、受取期日を1年以上過ぎていたという。
2025年8月5日、中小企業庁は発注側の企業が下請け側との価格交渉に適切に応じているかどうかを調べた結果を発表した。代金を支払う際の対応を巡り、シャトレーゼや三菱鉛筆など15社を最低評価とし、社名を公表した。調査結果によると、15社は現金ではなく、一定の期間が経過した後に現金化できる手形などで代金を支払っていたことが確認された。

### 違法残業
2025年5月22日、従業員2人に違法な時間外労働をさせたとして、甲府労働基準監督署は労働基準法違反の疑いで、法人としてのシャトレーゼと同社の部長と元部長の2人を書類送検した。

## テレビ番組
- 日経スペシャル カンブリア宮殿（テレビ東京）
  - 大手に出来ないことをやれ！格安スイーツで年商500億円!反骨のシャトレーゼ80歳の執念（2014年11月6日） - シャトレーゼHD社長（当時）齊藤寛出演[32]。
  - コロナでも快進撃!スイーツのシャトレーゼの独自戦略（2020年10月15日） - シャトレーゼHD会長 齊藤寛出演[33]。

## 書籍
- 宝島社（編）『おいしい! シャトレーゼBOOK』宝島社 TJMOOK、2021年1月18日、ISBN 9784299012180
- 齊藤寛『シャトレーゼは、なぜ「おいしくて安い」のか』CCCメディアハウス、2021年9月21日、ISBN 9784484212289